# Человек без лица (фильм)
«Человек без лица» — кинофильм; дебютная режиссёрская работа Мела Гибсона; экранизация одноимённого романа Изабель Холланд.

## Сюжет
Двенадцатилетний Чак живёт вместе с матерью и двумя сёстрами — Глорией и Меган от разных мужчин. Атмосфера, царящая между детьми, делает Чака циником и нахалом. Но вот однажды он знакомится с Джастином Маклаудом — таинственным отшельником с обезображенным лицом. Об этом человеке ходят самые невероятные слухи. Кое-кто в маленьком городке считает его обезумевшим монстром-убийцей. Но между Чаком и Джастином возникает настоящая искренняя дружба. Но неожиданно мальчик узнаёт, что в катастрофе, в которой пострадало лицо Маклауда, погиб его ученик. Чак решает докопаться до истины, и раскрыть завесу над таинственным прошлым своего нового наставника.

## В ролях
- Мел Гибсон — Джастин Маклауд
- Ник Стал — Чак Норстадт
- Маргарет Уиттон — Кэтрин Пейлин
- Фэй Мастерсон — Глория Норстадт
- Гэби Хоффманн — Меган Норстадт
- Джеффри Льюис — шеф Уэйн Старк
- Майкл Де Луиз — Дуглас
- Вива — миссис Купер
- Ричард Мэзур — профессор Карл Хартли
- Джин Де Баэр — миссис Лэнсинг
- Джастин Кэнью — Роб Лэнсинг
- Итан Филлипс — Тодд Лэнсинг